# Al-Muwaffaq
Abū Aḥmad Ṭalḥa ibn al-Mutawakkil (in arabo الموفق ,أبو أحمد طلحة ‎?, meglio noto come al-Muwaffaq, ossia "Favorito [da Dio]"; Samarra, ... – Baghdad, 2 giugno 891) è stato il fratello e il Reggente del Califfo abbaside al-Muʿtamid.
Assunse la guida dell'amministrazione civile e militare del Califfato a Baghdad nell'875. Presto egli estromise da qualsiasi funzione concreta il fratello al-Muʿtamid, pur senza proclamarsi mai "Comandante dei Credenti", l'epiteto cioè che era usato normalmente dai Califfi fin dall'epoca del secondo Califfo "ortodosso", ʿOmar ibn al-Khaṭṭāb (reg. 634-644).
Sotto la forte guida di al-Muwaffaq (che godeva del sostegno dei militari Turchi), il Califfato abbaside recuperò efficienza e autorevolezza, dopo un lungo e sanguinoso periodo di anarchia, grazie alla repressione del protratto movimento ribelle degli Zanj nel meridione dell'Iraq nell'883.
Al-Muwaffaq accrebbe inoltre sostanziosamente il controllo delle province califfali e impegnò vigorosamente i Tulunidi sul teatro d'operazioni siriano.
Colpito da una progressiva elefantiasi, suo figlio Abū al-Ahmad ʿAbbās al-Muʿtaḍid assunse la guida dell'amministrazione a partire dall'889. Dopo la morte di al-Muwaffaq il 2 giugno 891, i suoi incarichi furono ufficialmente trasferiti al figlio al-Muʿtaḍid che divenne il successore dello zio l'anno seguente, regnando come Califfo, fino al 902.